# Chiesa di Sant'Eufemiano (Carasco)
La chiesa prioria di Sant'Eufemiano è un luogo di culto cattolico situato nella frazione di Graveglia, in via don Giuseppe Sannazzari, nel comune di Carasco nella città metropolitana di Genova. La chiesa è sede della parrocchia omonima del vicariato di Sturla e Graveglia della diocesi di Chiavari.

## Storia e descrizione

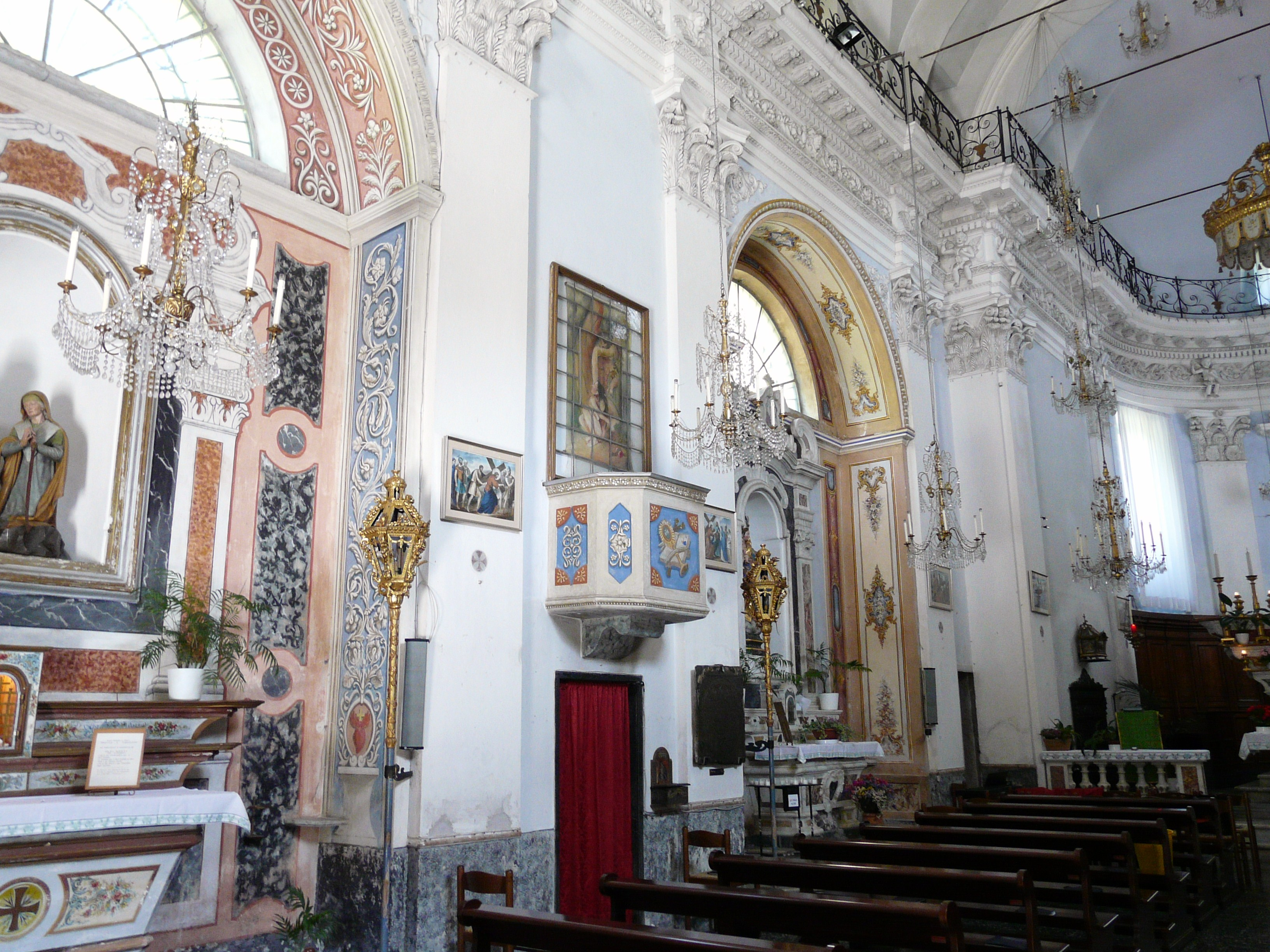
Particolare dell'interno

La chiesa fu costruita dai monaci Benedettini dell'abbazia di San Colombano di Bobbio, intitolandola al santo Eufemiano, nella frazione di Graveglia. Nel XIII secolo la proprietà delle terre di Graveglia passarono dai monaci di Bobbio ai Benedettini dell'abbazia di Sant'Andrea di Borzone (Borzonasca).
La sua prioria fu data in commenda, all'inizio del XVI secolo, alla Santa Sede che con breve del 6 novembre 1519 concedette il patronato alla famiglia locale dei Ravaschieri.
Eredita in seguito dalla famiglia Solari, la curia arcivescovile di Genova decise di sospendere il giuspatronato familiare e, nel 1873, di conferire il beneficio priorale mediante un apposito concorso ecclesiastico.
L'attuale chiesa fu eretta nel 1866 e consacrata il 12 maggio del 1868 dall'arcivescovo genovese monsignor Andrea Charvaz.